# Герб Жиздры
Герб городского поселения «город Жиздра» административного центра Жиздринского района Калужской области Российской Федерации.
Герб утверждён решением № 103 городской Думы муниципального образования «город Жиздра» 25 октября 2002 года.
Герб внесён в Государственный геральдический регистр Российской Федерации с присвоением регистрационного номера 1093.

## Описание герба
«В серебряном поле лазоревая волнистая фигура, образованная поясом и верхней половиной столба, сопровождаемая тремя (2 и 1) золотыми связками дров, перевязанными золотыми верёвками; каждая связана в столб».

## Символика герба
За основу герба муниципального образования «город Жиздра» взят исторический герб уездного города Жиздры Калужской губернии Тульского наместничества, Высочайше утверждённый 8 марта 1778 года, подлинное описание которого гласит: «Щит серебряный, горизонтальною, извившеюся и сходящею и впадающею въ сію, голубыми полосами, разрезанъ на двое и сверху; между сихъ полосъ вверху, две, а внизу одна связка дровъ перевязанные златыми веревками — изображая, что река Жиздра, тутъ впадающая въ ръку Оку, служитъ къ доставленшію великаго числа лъсу и дровъ во многіе уъзды».
Серебро в геральдике — символ чистоты, мудрости, благородства, мира, взаимосотрудничества.
Лазурь в геральдике — символ красоты, чести, славы, преданности, истины, добродетели и чистого неба.
Золото в геральдике символ прочности величия интеллекта великодушия, богатства.

## История герба
17 октября 1777 года в соответствии с Указом императрицы Екатерины II село Жиздра становится уездным городом Жиздринского уезда Калужского наместничества.
8 марта 1778 года был Высочайше утверждён императрицей Екатериной II герб Жиздры (ПСЗ, 1778, Закон № 14717)
В Законе включён доклад Сената «О гербах городов Тульского наместничества», в котором, в частности говорилось: «… в Калужское Наместничество прибавлен, вместо города Одоева, вышедшего в Тульское, город Жиздра; и как все приписанные к Туле города, также и вновь утверждённый в Калужском Наместничестве город, гербов не имеют: то, по приказанию Сената геральмейстером Князем Щербатовым для оных гербы сочинены и представлены».
Описание герба Жиздринска (Жиздры), согласно Закону гласило: «Щит серебреный, горизонтальною извившеюся голубою полосою разрѣзанъ на двое и сверху сходящею полосою такого же цвѣта впадающую въ сію, между сихъ полосъ вверху двѣ, а внизу одна связка дровъ перевязанные златыми веревками. Все сіе изображаетъ, что рѣка Жиздра, тутъ впадающая въ рѣку Оку, служитъ къ доставленію сею послѣднею рѣкою великаго числа лѣсу и дровъ во многіе уѣзды».
В 1859 году, в период геральдической реформы Кёне, был разработан проект нового герба Жиздры, (официально не утверждён):
«В лазоревом шахматно скошенном поле — серебряный волнообразный пояс сверху сходится с волнообразным укороченным столбом такого же цвета. В правой вольной части — герб калужский».
Исторический герб Жиздры (1778 года) был реконструирован Союзом геральдистов России.
Авторы реконструкции герба: идея — Константин Мочёнов (Химки); компьютерный дизайн — Сергей Исаев (Москва); художник — Роберт Маланичев.